# Lockheed Martin RQ-170 Sentinel

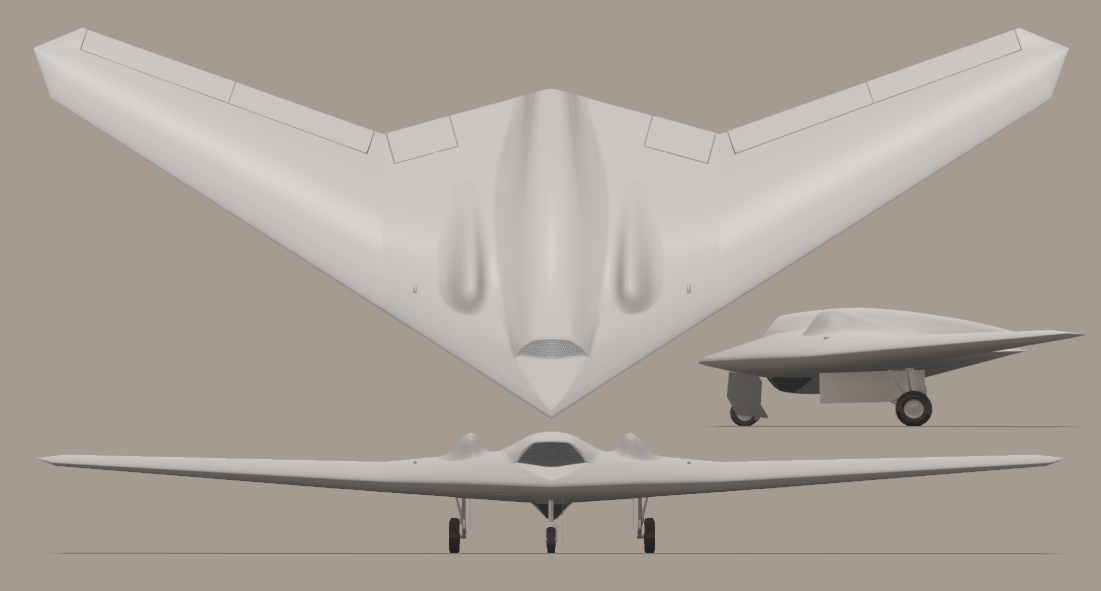
Trois vues du RQ-170

Le RQ-170 Sentinel est un drone furtif développé par le bureau d'études Skunk Works de Lockheed Martin pour l'US Air Force dont l'existence a été reconnue en décembre 2009. Il est surnommé la « Bête de Kandahar », ville au-dessus de laquelle il a été entraperçu.

## Histoire
Un exemplaire de cet appareil a été repéré sur l'aéroport international de Kandahar durant l'été 2007 lors de la guerre d'Afghanistan. Il aurait été vu également en Corée du Sud et aurait été mis en œuvre lors de l'opération ayant conduit à la mort d'Oussama ben Laden.
Le 4 décembre 2011, la télévision d’État iranienne Al Alam rapporte que l'armée iranienne a déclaré avoir abattu un drone RQ-170, tentant de pénétrer l'espace aérien iranien à travers les frontières de l'Est. Selon l'agence Fars, une unité de guerre électronique a réussi à prendre le contrôle du drone et l'a forcé à atterrir en Iran avec seulement des dommages mineurs, information démentie initialement par les États-Unis.
Le 6 février 2013, l'Iran publie les premières images du drone et en septembre 2013, les militaires iraniens déclarent avoir décodé tous les systèmes du drone RQ-170.

## Caractéristiques
Celles-ci ne sont pas publiques en décembre 2009 mais ont été publiées en partie en 2017. Cette aile volante a l'allure générale du bombardier Northrop B-2 Spirit et du drone Lockheed Martin Polecat, monoréacteur, certainement subsonique, il n'a pas de dérive, et mesure officiellement 19,99 m d'envergure, 4,5 m de long et, avec son train d’atterrissage sorti, 1,82 m de haut.
Selon un communiqué de l'USAF, « [il] s'agit d'un engin en cours de développement pour fournir aux troupes au sol un soutien en reconnaissance et en surveillance du terrain ».